# Štitari, Berane
Štitari este un sat din comuna Berane, Muntenegru. Conform datelor de la recensământul din 2003, localitatea are 282 de locuitori (la recensământul din 1991 erau 372 de locuitori).

## Demografie
În satul Štitari locuiesc 220 de persoane adulte, iar vârsta medie a populației este de 38,0 de ani (37,6 la bărbați și 38,5 la femei). În localitate sunt 80 de gospodării, iar numărul mediu de membri în gospodărie este de 3,53.
|  |

| Demografie | Demografie | Demografie |
| An         | Locuitori  | Locuitori  |
| ---------- | ---------- | ---------- |
|            |            |            |
|            |            |            |
|            |            |            |
|            |            |            |
| 1948       | 416        |            |
| 1953       | 499        |            |
| 1961       | 504        |            |
| 1971       | 388        |            |
| 1981       | 330        |            |
| 1991       | 372        | 372        |
| 2003       | 288        | 282        |

| \| Componența etnică conform recensământului din 2003[2] \| Componența etnică conform recensământului din 2003[2] \| Componența etnică conform recensământului din 2003[2] \| Componența etnică conform recensământului din 2003[2] \| Componența etnică conform recensământului din 2003[2] \| \| ----------------------------------------------------- \| ----------------------------------------------------- \| ----------------------------------------------------- \| ----------------------------------------------------- \| ----------------------------------------------------- \| \| \| \| \| \| \| \| Sârbi \| Sârbi \| \| 159 \| 56,38% \| \| Muntenegreni \| Muntenegreni \| \| 118 \| 41,84% \| \| necunoscută \| necunoscută \| \| 0 \| 0% \| |              |  |     |        |
| Componența etnică conform recensământului din 2003 |              |  |     |        |
| |              |  |     |        |
| Sârbi | Sârbi        |  | 159 | 56,38% |
| Muntenegreni | Muntenegreni |  | 118 | 41,84% |
| necunoscută | necunoscută  |  | 0   | 0%     |